# غل مهك (حسينية انديمشك)
غل مهك (بالفارسية: گل‌مهک) هي قرية تقع في إيران في قسم حسینیة الريفي. يقدر عدد سكانها بـ 33 نسمة .